# Piazza dell'Orologio (Clusone)
La piazza dell'Orologio è la piazza principale della città di Clusone, in provincia di Bergamo. Il nome della piazza deriva dall' Orologio planetario Fanzago, opera realizzata nel 1583 da Pietro Fanzago e tuttora funzionante. 

## Storia e descrizione
Centro della vita politico-amministrativa sin dal Medioevo, piazza dell’Orologio, che prende il nome dal famoso ed antico Orologio planetario Fanzago, con la contigua piazza Sant’Andrea, ha mantenuto questo ruolo: ancora oggi infatti nel Palazzo comunale qui ubicato si trova la sede sia degli organi istituzionali, sia degli uffici municipali, sia la sede della Turismo Pro Clusone. Ha fatto e continua a fare da cornice alle principali manifestazioni culturali, artistiche e di intrattenimento del paese. Per anni vi si sono tenuti i concerti più significativi del Clusone Jazz Festival, festival di musica jazz, con la presenza di ospiti di caratura internazionale. Qui confluiscono, da oltre sessant'anni, i carri allegorici del Carnevale clusonese (prima edizione del 1950). A novembre si tiene la festa in onore di San Martino. 
Un quadro del 1802, una cui copia è presente nella sala del Consiglio comunale, che mostra la fucilazione del carbonaio Luigi Bana il 7 agosto 1797, rende l’aspetto della piazza in quel periodo. Vi si vede, sulla sinistra, formata da una colonna di pietra ottagonale che sostiene la vasca, una fontana, che all'arrivo dei francesi divenne il piedistallo dell’Albero della Libertà. Proprio per averlo abbattuto, Luigi Bana venne condannato a morte. In seguito, nel 1805, dopo l’incoronazione di Napoleone a re d’Italia, la municipalità ordinò di togliere l’albero e di sostituirlo con una piramide di legno, su cui il pittore Antonio Brighenti dipinse lo stemma reale. Nel 1897 la piazza venne intitolata a Vittorio Emanuele II e nel 1903 vi fu eretto il monumento al re Umberto, opera dello scultore rovettese Giuseppe Rovida; tutt'attorno una cancellata in ferro battuto. 

### Gli edifici della piazza
| Immagine | Nome                     | Descrizione |
| -------- | ------------------------ | --- |
|          | Torre dell'Orologio      | Accessibile anche da ripidi vicoli di antica origine, sul lato nord la piazza è dominata dal complesso della torre dell’Orologio e dal Palazzo comunale. La prima è l’edificio più antico, risalente nell’impianto originale al XII secolo. Nel 1583, in sostituzione di un vecchio orologio, vi fu insediato quello planetario costruito da Pietro Fanzago. È un autentico gioiello della meccanica rinascimentale, conserva ancora il meccanismo originario, collocato all’interno della torre ed accessibile dal palazzo comunale. Rispetto ai quasi coevi esemplari di Cremona e Brescia, offre le stesse indicazioni astronomiche ma con un numero estremamente ridotto di ingranaggi. Dalla piazza si può ammirare il quadrante racchiuso in una cornice decorativa affrescata. Sulla fascia più esterna, divisa in 24 parti, la lancetta più lunga indica, muovendosi in senso antiorario, le ore. Inoltre vi si possono leggere il mese e il segno zodiacale corrispondente, la data approssimativa del giorno, la durata del dì e della notte, il mese lunare, le fasi lunari, l’inclinazione dei raggi solari rispetto alla superficie terrestre. Il cerchio più interno permette di determinare gli aspetti astrologici, per conoscere l’influsso degli astri. |
|          | Palazzo comunale         | Il Palazzo Comunale, iniziato nel XIII secolo e via via ampliato e rimaneggiato, sorge su sei massicce arcate (la più antica è quella che appoggia sulla torre dell’'Orologio). Sulla facciata sono visibili i resti delle finestre ad arco acuto, risalenti al Quattrocento e distrutte dalla ristrutturazione di inizio Ottocento, che ha stravolto l’aspetto medioevale dell’edificio. I restauri eseguiti nel 1974 hanno riportato alla luce scritte in caratteri gotici e numerosi affreschi, quasi tutti raffiguranti gli stemmi dei podestà veneti che governarono Clusone. |
|          | Portico del lino         | Di fronte al Palazzo comunale, sul lato sud della piazza, si trova un altro portico, conosciuto come il portico del lino, perché qui si teneva il mercato del lino. Dei quattro capitelli che lo sorreggono, due sono scolpiti. In uno si osserva un cane, un coniglio e una mano; nell’altro una torre, due vipere che s’incrociano e la data del 1567. Sulla facciata uno stemma raffigurante nella parte inferiore un castello merlato con due torri e nella parte superiore un’aquila ad ali spiegate, porta la data del 22 aprile 1763 e la dicitura: Arma del Sig. Capo Rinaldi. Non si tratta dello stemma di un guerriero, come potrebbero far supporre i trofei d’armi che incorniciano lo scudo, né del capo degli sbirri, come si è ipotizzato. Era invece il capo di una chiodera, l’opificio dove si stiravano e si rifinivano le pezze quando a Clusone fioriva l’arte del pannolana. Era inoltre macellaio e sublocatore del dazio delle carni per la Valle Seriana Superiore e la sua macelleria, con tanto di soch (ceppo) per la macellazione delle carni, era sotto i portici. |
|          | Piazza Sant’Andrea       | Attigua a piazza Orologio, si trova piazza Sant’Andrea, su cui prospetta il lato est del Palazzo comunale, con il portale d’accesso della fine del Cinquecento, accanto al quale si può vedere ancora oggi la fessura in cui venivano imbucate segretamente le denunzie dei malati contagiosi. Anticamente al livello inferiore correva un portico, successivamente tamponato, che proseguiva sul confinante Palazzo Sant’Andrea, ora sede di uffici comunali. Entrando in quello dell’Anagrafe, si può vedere un frammento di una Annunciazione, opera di Giacomo Borlone de Buschis, lo stesso autore della Danza macabra e delle storie della vita di Gesù nell’oratorio dei Disciplini di Clusone. Il palazzo era di proprietà della nobile famiglia Sant’Andrea, che diede all’esercito cisalpino prima, napoleonico poi, un capitano, un colonnello ed un generale. Un fratello, nominato pretore ai tempi napoleonici, si stabilì a Clusone. Il nipote Giovanni, ultimo discendente della famiglia, lasciò il suo palazzo alla Congregazione di carità perché fosse adibito in parte a ricovero, non carcere (come scrive nel testamento) per i vecchi poveri, e in parte a museo, ove collocare preziosi mobili, tra cui un letto di mano di Andrea Fantoni, parecchi quadri e una raccolta di monete. Quel che resta di tale patrimonio, depauperato nel passato dall’incuria e dalla sparizione di alcuni dei pezzi più preziosi, si può ammirare nel Museo Arte Tempo nel Palazzo Marinoni Barca di Clusone. |
|          | Altri edifici medioevali | Nelle due piazze rimangono testimonianze medioevali: proprio di fronte all’Orologio Fanzago, una bottega, preceduta da un piccolo porticato a colonne; una casa, tra i civici 52-58 di piazza sant’Andrea, di cui un restauro ha rimesso in luce gli archi di ingresso; due case torri, una quasi completamente rifatta al civico 5, ma la cui struttura è sostanzialmente inalterata, almeno nella parte inferiore; l’altra all’inizio di via Ruggero Viti, su cui si possono osservare ancora frammenti di affreschi, le pietre angolari e, sul lato sud, una feritoia a circa un metro e mezzo dal suolo, ora rialzato rispetto al piano medioevale. |

## Il mercato
Nella piazza ogni lunedì si tiene il mercato settimanale. Secondo l’antica tradizione storiografica, l'origine del mercato risalirebbe al 1243. In quest’anno, infatti, Pantaleone Burgense, cui la Val Seriana superiore col resto del bergamasco era stata donata in dote dal suocero Arnolfo d’Austria, le concesse alcuni privilegi, tra cui appunto quello di istituire il mercato il lunedì. L’atto di donazione è sicuramente un falso, costruito probabilmente all'inizio del Quattrocento all'avvento dei Malatesta per dare fondamento alla richiesta di alcuni privilegi, o per far valere gli stessi nei confronti della città di Bergamo, sotto il dominio di Venezia. 
Ancora oggi, dal secondo dei pilastri che sorreggono il Palazzo comunale, pendono delle catene, cui nei giorni di mercato veniva infissa una specie di insegna o bandiera. Era il segnale che solo i privati potevano fare acquisti. I rivenditori dovevano attendere fino a che non venisse tolta. Questo privilegio del privato era in uso anche in altri paesi. In una grida emanata tra la fine del Cinquecento e l’inizio del Seicento da donna Bianca Rangoni, signora di Spilamberto, in provincia di Modena, si prescriveva che niun forestiero o venderuolo potesse acquistare, finché non fosse levata la banderuola, acciocché in quel mentre potessero quelli del paese comprare et provvedersi agiatamente di quello che loro occorreva. A Desenzano del Garda, uno dei principali mercati d’Italia di granaglie, vigeva analoga usanza.